# Prionechinus
Genre
Prionechinus est un genre d'oursins de la famille des Trigonocidaridae.

## Liste des espèces
Selon World Register of Marine Species (24 novembre 2015) :
- Prionechinus agassizii Wood-Mason & Alcock, 1891 -- Nord-est de l'océan Indien
- Prionechinus duvergieri Lambert, 1928 †
- Prionechinus forbesianus (A. Agassiz, 1881) -- Indonésie et Philippines
- Prionechinus sagittiger A. Agassiz, 1879 -- Indonésie
- Prionechinus salomacensis Lambert, 1928 †
- Prionechinus sculptus A. Agassiz & H.L. Clark, 1907 -- Philippines et Hawaii

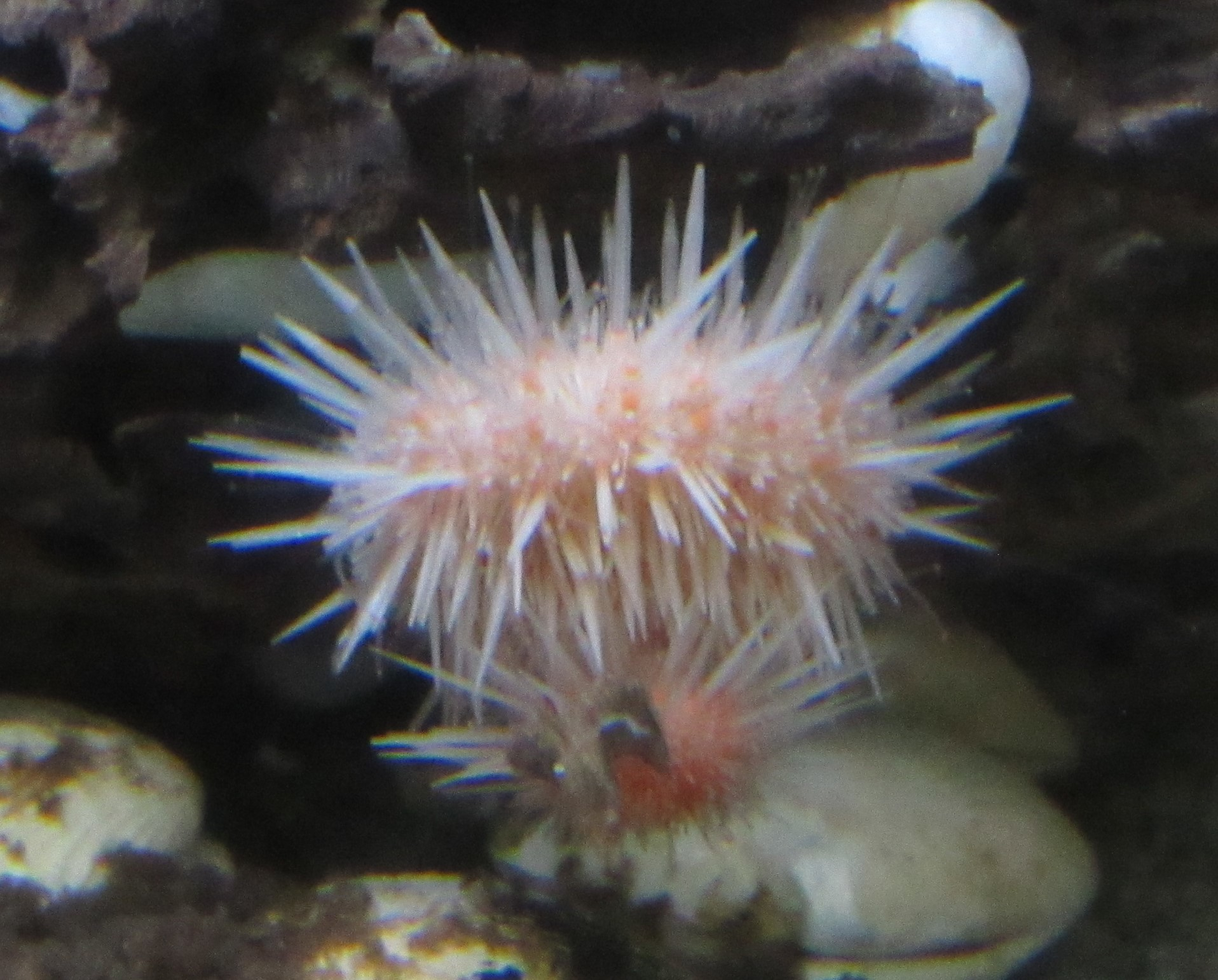
Prionechinus forbesianus
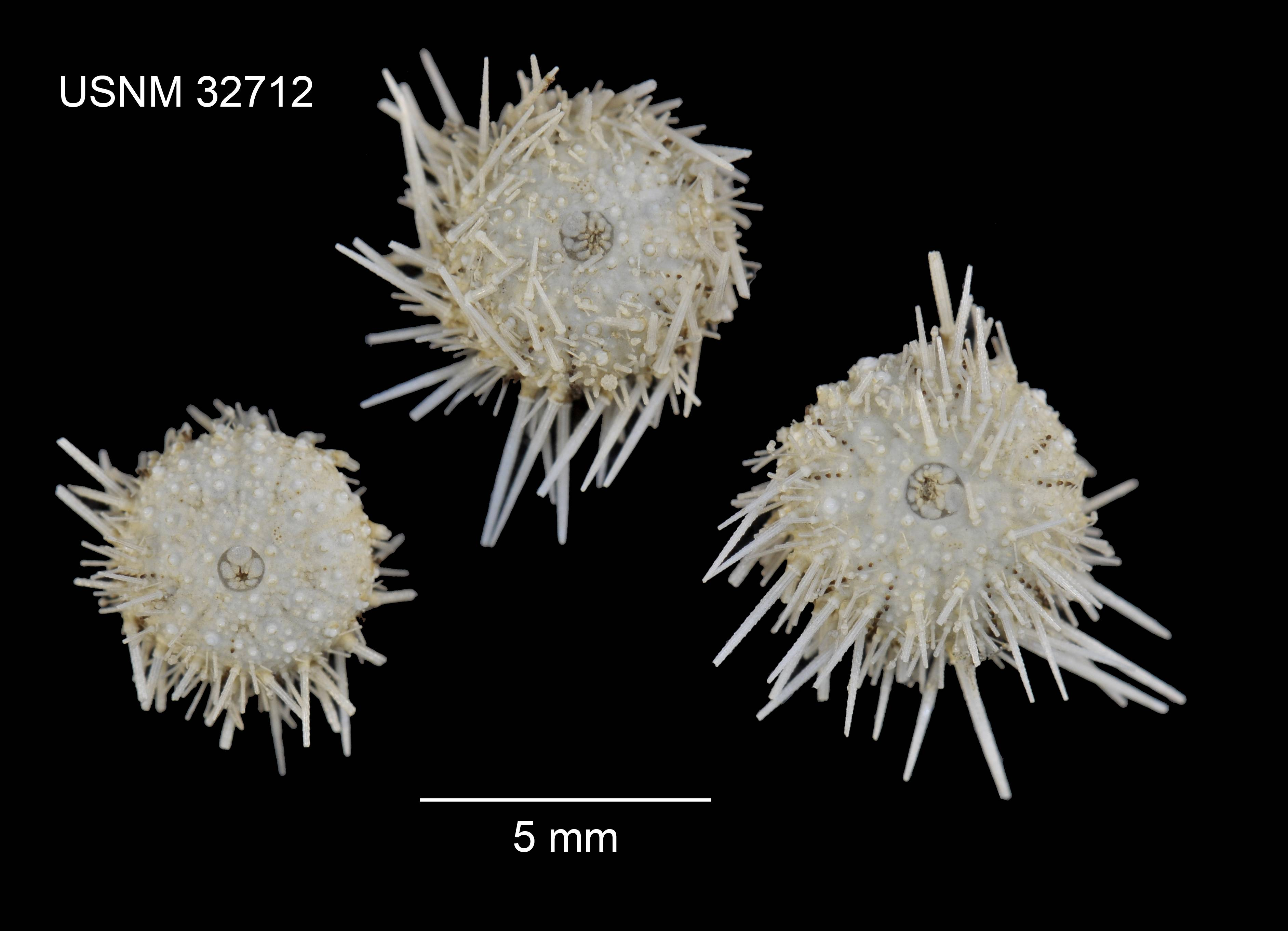
Prionechinus sculptus.